# Kagna Djéka Fada
Kagna Djéka Fada (auch: Kagna Malam, Kagna Malam Jeka Fada, Kangna Mallam) ist ein Dorf im Arrondissement Zinder V der Stadt Zinder in Niger.

## Geographie
Das von einem traditionellen Ortsvorsteher (chef traditionnel) geleitete Dorf befindet sich südöstlich des Stadtzentrums im ländlichen Gemeindegebiet von Zinder, der Hauptstadt der gleichnamigen Region Zinder. Zu den Nachbardörfern von Kagna Djéka Fada zählen Kandari im Nordwesten und Kagna Magassa im Westen.
Wie im gesamten Gemeindegebiet von Zinder herrscht das Klima der Sahelzone vor, mit einer durchschnittlichen jährlichen Niederschlagsmenge zwischen 300 und 400 mm.

## Bevölkerung
Bei der Volkszählung 2012 hatte Kagna Djéka Fada 3594 Einwohner, die in 593 Haushalten lebten. Bei der Volkszählung 1988 betrug die Einwohnerzahl 1599 in 295 Haushalten.

## Wirtschaft und Infrastruktur
Bei Kagna Djéka Fada verläuft die Nationalstraße 1, die mit 1601,7 Kilometern längste Fernstraße Nigers. Es gibt eine Schule im Dorf. Die Wasserversorgung im Ort ist unzureichend.